# 박진수 (축구인)
박진수(朴鎭琇, 1987년 3월 1일~)는 대한민국의 전 축구 선수이며 포지션은 미드필더였다. 동생 박형진 역시 축구 선수로 활동하고 있다.

## 축구인 경력

### 선수 경력
2010년 콘사돌레 삿포로에 입단하였지만 리그 2경기 출전에 그쳤다.
2011 K리그를 앞두고 실시된 드래프트에 지원하여 경남 FC에 입단하였다. 하지만 2시즌 간 한 경기도 출전하지 못하였으며 2013년 K리그 챌린지 충주 험멜으로 이적하였다.
2017년, 내셔널리그 창원시청에 입단하였다.
2018년, 글로벌선진학교 문경 캠퍼스에서 축구 코치 생활을 하고 있다.
2023년, 글로벌선진학교 문경 캠퍼스에서 중등축구 감독으로 생활하고 있다.